# Челоле
Челоле је насеље у Италији у округу Казерта, региону Кампанија.
Према процени из 2011. у насељу је живело 5765 становника. Насеље се налази на надморској висини од 21 м.

## Становништво
Према резултатима пописа становништва 2011. у општини је живело 7.684 становника.
| 1951. | 1961. | 1971. | 1981. | 1991. | 2001. | 2011. |
| ----- | ----- | ----- | ----- | ----- | ----- | ----- |
| 3.003 | 4.544 | 3.991 | 5.696 | 7.058 | 7.149 | 7.684 |